# Пріді Паноміонг
Пріді Паноміонг (11 травня 1900, Аюттхая — 2 травня 1983, Париж) — тайський державний і політичний діяч. прем'єр-міністр Таїланду (1946). Організатор та учасник Сіамської революції 1932 року.

## Визнання
Століття від дня його народження відзначалося під егідою ЮНЕСКО у 2000 році.